# Oude Politieburo
Het Oude Politieburo was een kraakpand aan het Martinikerkhof in de Nederlandse stad Groningen. Het pand kwam in 1971 leeg te staan nadat er een nieuw politiebureau gebouwd was aan de Rademarkt. Na jaren leegstand werd het in 1981 gekraakt. Op 4 december 1986 werd het complex ontruimd en dezelfde dag gesloopt. Op de plek van het OPB staat nu de Prefectenhof.

## Politiebureau
De politie in Groningen was van oudsher gehuisvest in het Stadhuis aan de Grote Markt. Aan het einde van de negentiende eeuw leidde dat tot een ernstig ruimtegebrek, de stad kreeg steeds meer ambtenaren, ook het politieapparaat dijde steeds verder uit. Om het huisvestingsprobleem op te lossen koos de stad voor de bouw van een nieuw politiekantoor. 
Dat nieuwe politiebureau moest in het centrum van de stad komen. Uiteindelijk werd gekozen voor een locatie aan het Martinikerkhof waar de plaatselijke Bank van Lening stond. De bank werd gesloopt en in 1905 werd het nieuwe kantoor geopend, een ontwerp van stadsarchitect J.A. Mulock Houwer.
In de zestiger jaren van de twintigste eeuw groeide de politie uit het hoofdbureau aan het Martinikerkhof. In 1971 verhuisde het korps naar een modern nieuw hoofdbureau aan de Rademarkt, waarna het oude politiebureau leeg kwam te staan.

## Kraakpand
Het gemeentebestuur had geen duidelijk plan voor het oude politiebureau. Het pand bleef daardoor jarenlang leegstaan met als resultaat dat het al snel een bouwval werd.
Nadat ook in Groningen een kraakbeweging was ontstaan, was het een kwestie van afwachten tot het leegstaande pand midden in de stad gekraakt zou worden. Dat gebeurde uiteindelijk in 1981, waarna het OPB het centrum van krakend Groningen werd. Het pand werd opgeknapt en bood toen plaats aan vrouwencafé De Del, de vredeswinkel en vergelijkbare initiatieven.
In 1985 besloot de gemeente eindelijk dat er iets met het OPB moest gebeuren. In de visie van de gemeente was de locatie zeer geschikt voor kantoorontwikkeling, gecombineerd met appartementen. De krakers verzetten zich met kracht tegen die plannen, maar moesten uiteindelijk in 1986 het onderspit delven.

## Stadsgeschiedenis
Na de sloop van het gebouw werd op de locatie van het OPB een grootscheepse opgraving gedaan. Bij die opgraving werden onder meer de fundamenten van een middeleeuws steenhuis blootgelegd, het huis van de vroegere prefect van Groningen waarvan de exacte locatie sinds de sloop in de veertiende eeuw niet meer bekend was.
Belangrijker nog voor de geschiedenis van de stad was de vondst van een zestal potjes uit de vijfde eeuw waarmee een onafgebroken bewoning van de stad vanaf de derde eeuw kon worden vastgesteld.

## Prefectenhof
Tegenwoordig staat op de locatie van het OPB, en de eveneens gesloopte aanpalende panden, het zogenaamde Prefectenhof. De voornaamste gebruiker is de gemeente, het pand wordt onder meer gebruikt door de afdeling Bevolking.